# Andrea Murad
Andrea Trovão Murad, mais conhecida como Andrea Murad (São Luís, 20 de novembro de 1981). É uma política brasileira filiada ao PSDB. Atualmente, é presidente do PSDB Mulher no Maranhão e membro da executiva nacional do PSDB Mulher.

## Biografia
Andrea Murad é filha do ex-deputado federal Ricardo Murad, de ascendência libanesa, e da ex-deputada estadual e ex-prefeita de Coroatá Teresa Murad. Nasceu em São Luís (MA), em 20 de novembro de 1981. É graduada em Comunicação social com habilitação em Relações públicas pela Fundação Armando Alvares Penteado de São Paulo.

### Vida pessoal
Foi casada com o ex-atleta olímpico e campeão pan-americano da Seleção Brasileira de Handebol, Winglitton Rocha Barros, mais conhecido como China, com quem tem uma filha chamada Paola. Atualmente, se divide entre a capital maranhense e o município de Coroatá, seu maior polo político.

## Carreira política

### Candidatura à Prefeitura de Coroatá
Em 2004, aos 22 anos, concorreu a prefeitura do município de Coroatá. No entanto, apesar da influência na região, Andrea não logrou êxito. Nove anos depois, sua mãe foi eleita prefeita de Coroatá. Teresa assumiu pela segunda vez a chefia do poder executivo no município.

### Assembléia Legislativa do Estado do Maranhão
Em 2014, foi eleita deputada estadual pelo PMDB, sendo uma das campeãs de votos do seu estado, com 77.889 votos. Andrea apoiou Lobão Filho ao governo do Maranhão e Dilma Rousseff à presidência da república. Além de ser destaque por ser uma deputada considerada de combates devido a sua oposição firme ao governo do seu estado, a deputada Andrea Murad também chama atenção por sua beleza. Em agosto de 2014, estava na lista do site UOL entre as 10 candidatas mais belas do país. Depois de eleita, em janeiro de 2015, foi escolhida pela revista masculina Playboy como a Deputada mais bonita do Brasil. Fez um ensaio para a revista, vestida, na sessão Insiders. Em 2015, se destacou como a principal deputada do Maranhão. Em fevereiro de 2016, assumiu a liderança do Bloco de Oposição ao governo, se tornando a líder da Oposição na Assembleia do MA. Desde o início do mandato, Andrea Murad é principal deputada de oposição ao governo Flávio Dino.

### Campanha nas eleições de 2016
Até junho de 2016, devido ao destaque na Assembleia e seu carisma pessoal, ventilava-se seu nome para a disputa a prefeitura da capital, o que não foi possível devido a uma disputa partidária. Para muitos especialistas e políticos, essa decisão da direção apoiar outra candidatura foi um erro. O candidato indicado terminou a disputa em quinto lugar. O partido de Andrea anunciou apoio à candidatura de Eduardo Braide (PMN) no segundo turno. Este foi derrotado pelo então prefeito Edivaldo Holanda Júnior (PDT), que buscava reeleição. Durante o período eleitoral, Andrea trabalhou na campanha de sua mãe, Teresa Murad (MDB) que buscava reeleição na prefeitura de Coroatá. Porém, Teresa não conseguiu se reeleger.

### Candidatura à reeleição
Andrea Murad, Sousa Neto e Ricardo Murad se desfiliam do MDB, rumo ao PRP. Contando com o apoio político da família Murad, com a influência em seu polo eleitoral e com a popularidade entre os descontentes com o governo Flávio Dino, Andrea foi anunciada como pré-candidata a deputada federal para as eleições de 2018. No entanto, com a desistência de seu pai, Ricardo Murad (PRP) em disputar o governo do Maranhão, Andrea anunciou que disputaria a reeleição na Assembleia Legislativa, junto com Sousa Neto, enquanto Ricardo disputaria uma vaga na Câmara dos Deputados. Nenhum membro da família Murad conseguiu se reeleger, apesar da liderança nos votos em Coroatá. Andrea apoiou Roseana Sarney ao governo do Maranhão e Jair Bolsonaro à presidência da república.

### Presidência do PSDB Mulher
Em 2018, o PRP se fundiu ao Patriota, no intuito de superar a cláusula de barreira. Sendo assim, a filiação de Andrea Murad passou para o Patriota. No entanto, em 2020, a ex-deputada estadual se filia ao PSDB, a convite do presidente estadual do partido, senador Roberto Rocha. Como nova integrante da legenda tucana, Murad comanda o PSDB Mulher no Maranhão e integra a executiva nacional do PSDB Mulher. Além dela, seus pais, Ricardo Murad e Teresa Trovão, também se filiaram ao partido.